# Saint-Chéron (Essonne)

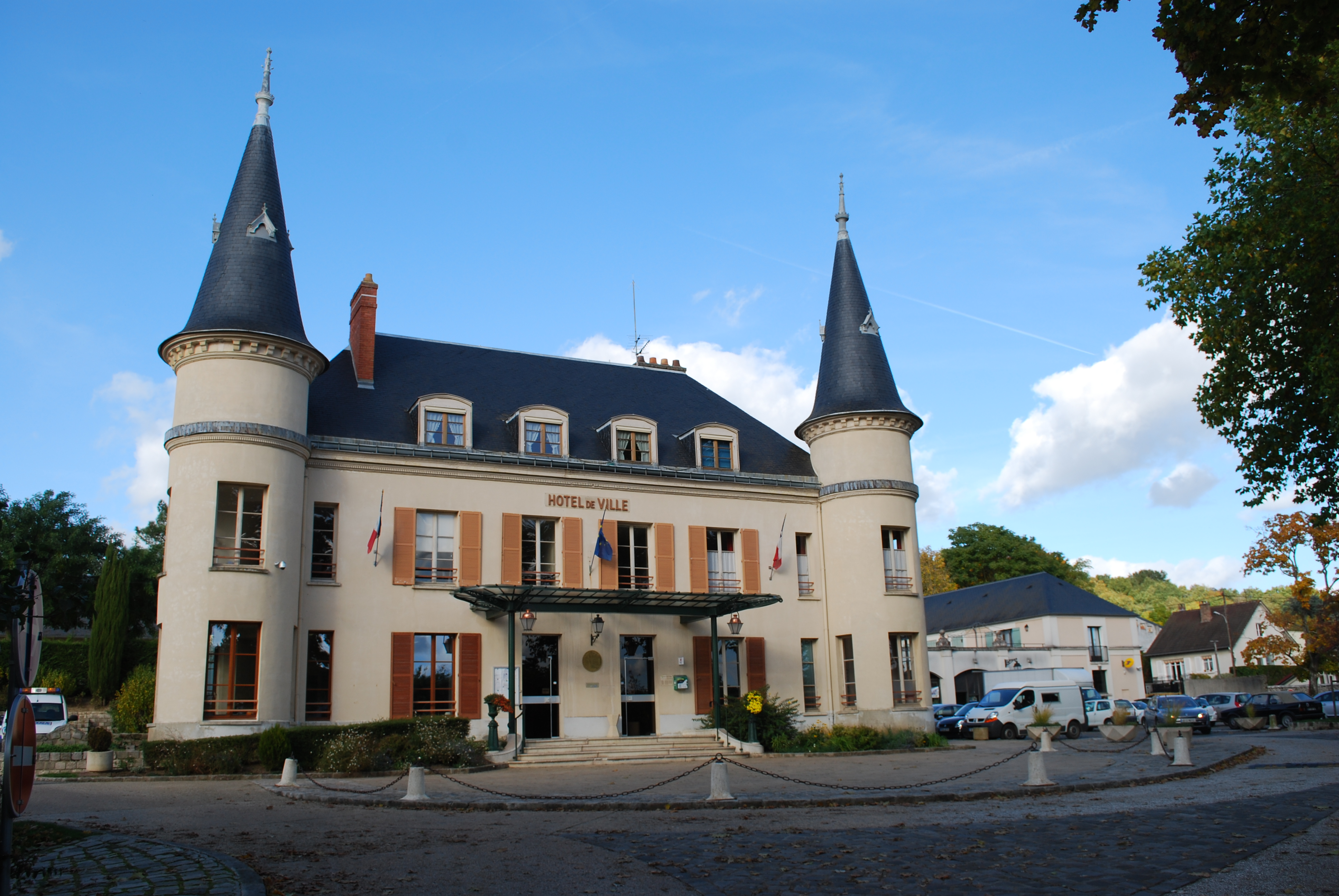

Saint-Chéron is een gemeente in het Franse departement Essonne (regio Île-de-France) en telt 4444 inwoners (1999). De plaats maakt deel uit van het arrondissement Étampes.

## Geografie
De oppervlakte van Saint-Chéron bedraagt 11,4 km², de bevolkingsdichtheid is 389,8 inwoners per km².
De onderstaande kaart toont de ligging van Saint-Chéron (Essonne) met de belangrijkste infrastructuur en aangrenzende gemeenten.

## Demografie
Onderstaande figuur toont het verloop van het inwonertal (bron: INSEE-tellingen).